# فاغرة صفراء
فاغرة صفراء (الاسم العلمي: Zanthoxylum flavum) هي نوع من النباتات يتبع جنس الفاغرة من الفصيلة السذابية.